# Into the Half Moon
Into the Half Moon es el álbum debut de la banda americana de metal alternativo 10 Years, lanzado el 13 de agosto del 2001 de forma independiente.

## Canciones
1. "Fallaway" - 03:31
2. "Vicious (Parasite)" - 04:10
3. "Angelic" - 04:37
4. "What The Fuck" - 04:33
5. "When Will You Breathe" - 04:47
6. "Try Again" - 03:22
7. "Riptide" - 06:05
8. "Dragonfaith" - 03:22
9. "Bonustrack" - 04:46

## Personal
- Mike Underdown (Acreditado como Micheal Lee) - Vocales
- Ryan "Tater" Johnson - Guitarras
- Matt Wantland - Guitarras
- Andy Parks - Bajo
- Brian Vodinh - Batería, vocales en "When Will You Breathe"

- Datos: Q9009051